# Metela Island
Metela Island – niezamieszkana wyspa w Zatoce Frobishera, w Archipelagu Arktycznym, w regionie Qikiqtaaluk, na terytorium Nunavut, w Kanadzie. W pobliżu Metela Island położone są wyspy: Camp Island, Dog Island, Kungo Island, Quadrifid Island i Sliver Island.